# Xinfu, Xinzhou
 Xinfu är ett stadsdistrikt och säte för stadsfullmäktige i Xinzhou i Shanxi-provinsen i norra Kina.